# Марьяюган
Марьяюган (устар. Марья-Юган) — река в России, протекает по территории Надымского района Ямало-Ненецкого автономного округа. Один из правых притоков реки Хейгияха, впадает в неё на 138-м км от устья. Длина реки составляет 55 км.
В 8 км от устья, по левому берегу реки впадает река Вотлепъюган. В 36 км от устья, по правому берегу реки впадает река Хобыкъиолаяха

## Данные водного реестра
По данным государственного водного реестра России относится к Нижнеобскому бассейновому округу, водохозяйственный участок реки — Надым. Речной бассейн реки — Надым.
Код объекта в государственном водном реестре — 15030000112115300050712.